# Därligen
Därligen ist eine politische Gemeinde im Verwaltungskreis Interlaken-Oberhasli des Kantons Bern in der Schweiz.
Neben der Einwohnergemeinde existiert auch eine Burgergemeinde gleichen Namens.

## Geographie

Luftbild (1956) von Werner Friedli

Därligen liegt in der gemässigten Zone, im Berner Oberland am Südufer des Thunersees. Zur Gemeinde gehören der Weiler Tracht im Westen der Gemeinde am Ufer des Sees und verschiedene Einzelhöfe und Alpen am Abhang des Därliggrats. Die Nachbargemeinden von Norden beginnend im Uhrzeigersinn sind Unterseen, Interlaken, Matten bei Interlaken, Wilderswil, Saxeten und Leissigen.
Das Dorf befindet sich am Seeufer, während die Gemeinde bis zum Därliggrat reicht.

## Politik
Gemeindepräsident ist Hans Wolf (Stand 2025).

## Bevölkerung
| Bevölkerungsentwicklung | Bevölkerungsentwicklung | Bevölkerungsentwicklung | Bevölkerungsentwicklung | Bevölkerungsentwicklung | Bevölkerungsentwicklung | Bevölkerungsentwicklung | Bevölkerungsentwicklung | Bevölkerungsentwicklung | Bevölkerungsentwicklung |
| ----------------------- | ----------------------- | ----------------------- | ----------------------- | ----------------------- | ----------------------- | ----------------------- | ----------------------- | ----------------------- | ----------------------- |
| Jahr                    | 1850                    | 1880                    | 1900                    | 1930                    | 1950                    | 1980                    | 1990                    | 2000                    | 2023                    |
| Einwohner               | 362                     | 370                     | 375                     | 374                     | 361                     | 295                     | 352                     | 359                     | 416                     |

## Verkehr

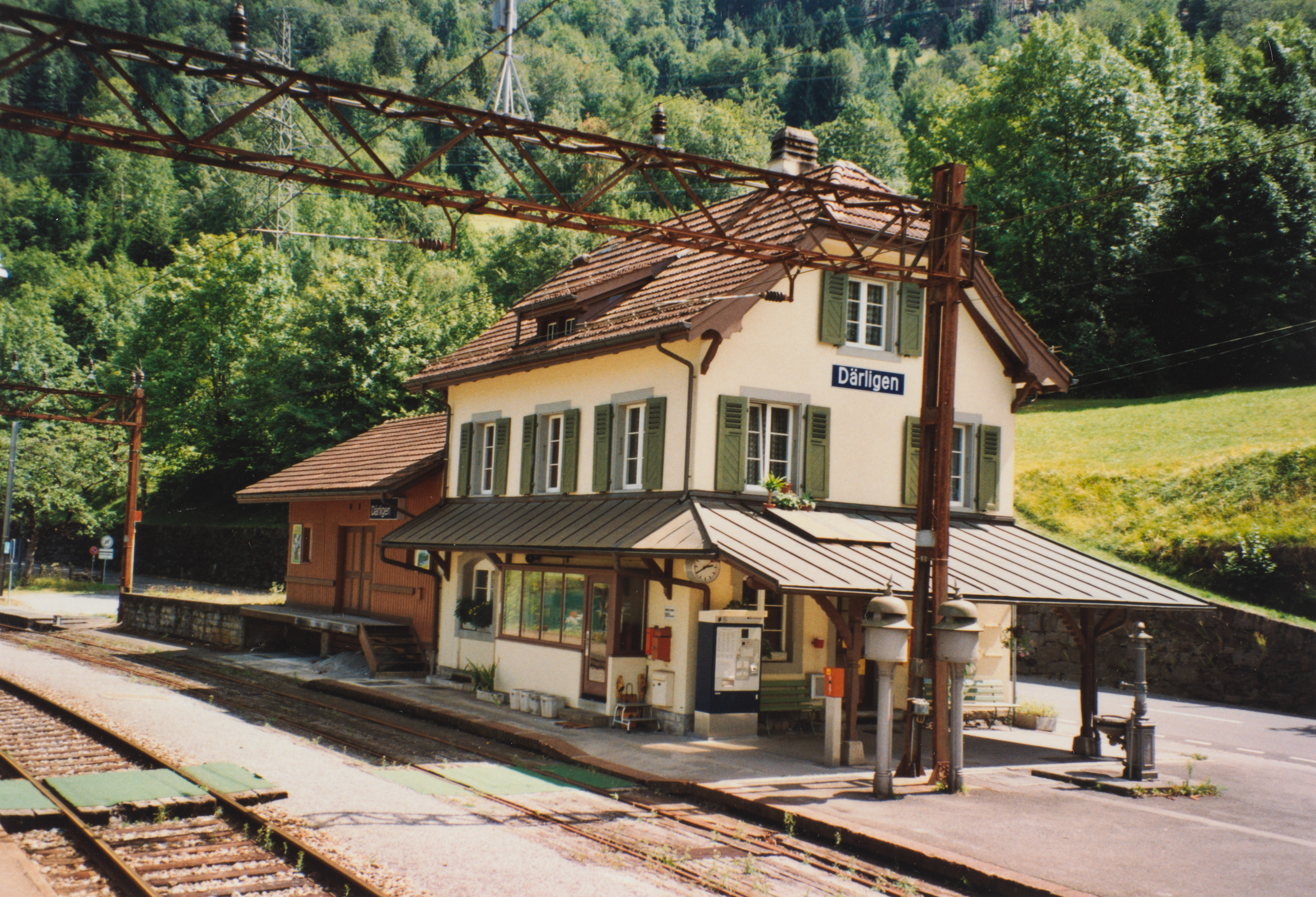
BLS-Stationsgebäude Därligen (1999)

Därligen besitzt einen Bahnhof an der BLS-Strecke Bern – Thun – Interlaken. Seit 2020 hält kein Zug mehr in Därligen. Das Dorf wird stündlich von einem Bus zwischen Interlaken und Spiez erschlossen. Das Dorf hat Anschluss an die Autobahn A8.
Die Schiffländte Därligen (See) wird seit 2007 nicht mehr von der BLS Schifffahrt bedient.